# Terreiro da Sé

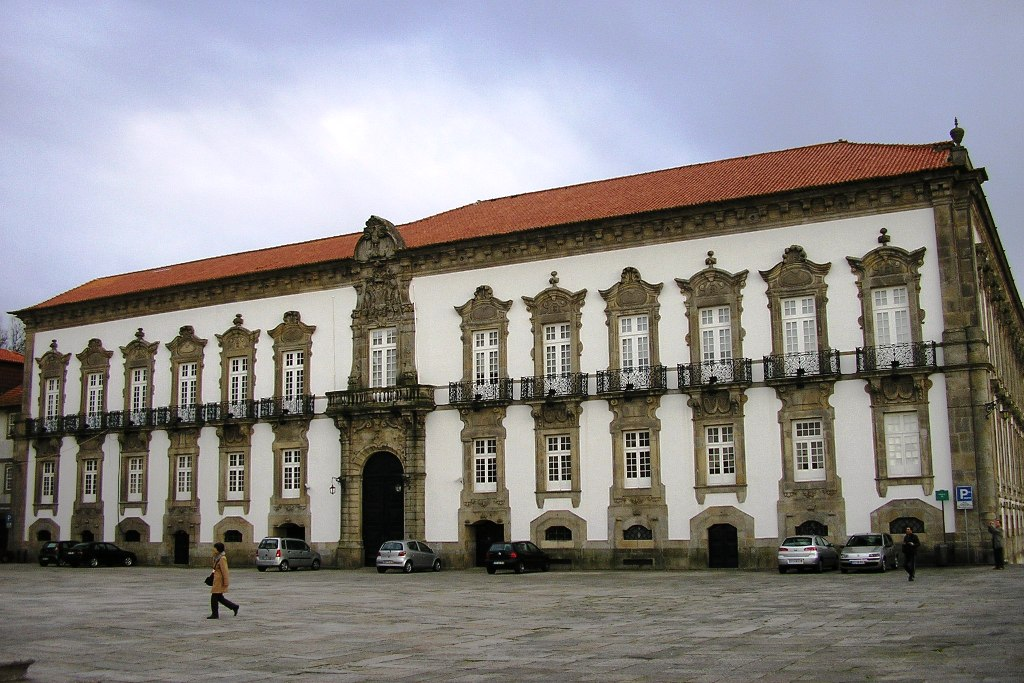
Paço Episcopal do Porto

O Terreiro da Sé é uma praça na freguesia da Sé da cidade do Porto, em Portugal.

## Origem do nome
O nome é uma alusão à Sé do Porto.

## História
O Terreiro da Sé, tal como hoje se apresenta, é uma criação da década de 1940. Para abrir caminho para esta praça espaçosa foram demolidos vários quarteirões de feição medieval que ainda subsistiam.
Mesmo em frente à porta da Sé do Porto estava a Capela dos Alfaiates que foi desmontada e reconstruída em 1953 na Rua do Sol, onde actualmente se encontra. Nas imediações estava, também, uma casa torre que foi reconstruída, reinterpretada e rebaptizada como Torre Medieval do Porto. No entanto, a quase totalidade das construções do local desapareceram para sempre, nomeadamente a antiga Cadeia do Bispo e a casa armoriada que pertencia ao conde de Castelo de Paiva. Desapareceram também diversos arruamentos como o Largo do Açougue e as Ruas das Tendas, do Faval e da Francisca.
No centro do novo Terreiro da Sé foi colocado um pelourinho pela Câmara Municipal do Porto, em 1945, como remate das obras de reestruturação da zona envolvente da Sé.

## Pontos de interesse
- Antiga Casa da Câmara
- Casa do Cabido
- Chafariz de São Miguel
- Paço Episcopal do Porto
- Sé do Porto
- Torre Medieval do Porto
- Pelourinho

## Acessos
- Estação São Bento (200 m para NO)
- Linhas ZH, 904 e 905 dos STCP.